# Mikroekonomija
Mikroekonomija je veja prevladujoče ekonomije, ki preučuje vedenje posameznikov in podjetij, ki sprejemajo odločitve glede alokacije redkih resursov in interakcij med temi posamezniki in podjetji. Mikroekonomija se osredotoča na preučevanje posameznih trgov in panog, za razliko od makroekonomije, ki preučuje narodno gospodarstvo. Cilj mikroekonomije je analizirati tržne mehanizme, ki vzpostavljajo relativne cene med dobrinami in storitvami ter alokacija omejenih resursov med različne možne uporabe.